# Calliandra grandiflora
Calliandra grandiflora är en växt i familjen ärtväxter vars extrakt oftast används i den traditionella medicinen på grund av att den innehåller hallucinogena droger (DMT). Arten är inhemsk från Mexiko till Honduras.
Hög, städsegrön buske. Blad upprepat parflikiga, med 30-60 tätt sittande delblad, 5 mm långa, linjära, avlånga. Blomställningen är toppställd med blommor i huvuden. Blommorna är scharlakansröda. Ståndare ca 5 cm långa. Skidor 7,5-10 cm långa, 1,2-1,8 cm breda, tätt rödhåriga.
Det lokala namnet är cabeza-de-angel.

## Synonymer
- Acacia callistemon Schldl.
- Acacia grandiflora (L'Hér.) Willd.
- Anneslia albescens Britton & Rose
- Anneslia bella Britton & Rose
- Anneslia chihuahuana Britton & Rose
- Anneslia colomasensis Britton & Rose
- Anneslia conzattiana Britton & Rose
- Anneslia strigillosa Britton & Rose
- Calliandra anomala (Kunth) J.F.Macbride, 1919
- Calliandra anomala var. longepedicellata McVaugh
- Calliandra houstoniana var. anomala (Kunth) Barneby
- Calliandra kunthii Benth.
- Calliandra strigillosa (Britton & Rose) Standl. ex Leavenw.
- Inga anomala Kunth, 1819-24.
- Mimosa grandiflora L’Herit, 1789